# آنتونیو بلاسکس
آنتونیو بلاسْکِـس (اسپانیایی: Antonio Velázquez‎؛ زادهٔ ۱۹۸۱) بازیگر اهل اسپانیا است.
از فیلم‌ها یا برنامه‌های تلویزیونی که وی در آن نقش داشته‌است، می‌توان به افراد خودی، سرزمین گرگ‌ها، شب بزرگ من، دختران تلفنچی، ۳۰ سکه و می‌خواهمت اشاره کرد.